# سلفاتوري اكيرسي
سلفاتوري اكيرسي (بالإيطالية: Salvatore Accursi)‏ (3 فبراير 1978 بلوكري في إيطاليا - ) هو لاعب كرة قدم إيطالي في مركز الدفاع. لعب مع نادي بيروجيا ونادي ساليرنيتانا ونادي كاتانزارو ونادي كالياري ونادي مسينا ونادي نابولي وASD Martina Calcio 1947 ‏.

## وصلات خارجية
- سلفاتوري اكيرسي على موقع قاعدة بيانات كرة القدم.إي يو (الإنجليزية)
- سلفاتوري اكيرسي على موقع عالم كرة القدم.نت (الإنجليزية)